# Heinz Günthardt
Heinz Peter Günthardt (ur. 8 lutego 1959 w Zurychu) – szwajcarski tenisista i trener tej dyscypliny.

## Kariera sportowa
Heinz Günthardt wygrał 5 tytułów w singlu, ale więcej występował w deblu. W tym pierwszym typie gry wygrał 5 tytułów, a także doszedł do ćwierćfinału US Open oraz Wimbledonu. Jego najwyższym miejscem w rankingu singlów było 22.  W deblu zdobył 30 tytułów, w tym Wimbledon, gdzie towarzyszył mu Węgier, Balázs Taróczy. Wygrał US Open w mikstcie razem z Amerykanką czechosłowackiego pochodzenia, Martiną Navratilovą w roku 1985. Zagrał na Letnich Igrzyskach Olimpijskich 1988, ale nie zdobył tam medalu. Grał bekhendem.

## Kariera trenerska
W karierze trenerskiej trenował Niemkę, Steffi Graf, a następnie krótko Jelenę Dokić i Jennifer Capriati. W 2010 objął posadę trenera Any Ivanović, ówczesnej liderki rankingu WTA. pomimo spadku na 65. miejsce w rankingu, udało się z jego powrócić na pozycję 17. Po zakończeniu pracy z Serbką, zawiesił karierę trenerską z powodu problemów osobistych. Następnie powrócił, obejmując funkcję kapitana w ojczystej reprezentacji Pucharu Federacji.

## Życie prywatne
Mieszka w Monte Carlo.